# Tecnomasio Italiano Brown Boveri
Tecnomasio Italiano Brown Boveri, nota anche con l'acronimo TIBB, era un'azienda italiana del settore meccanico, operante nella progettazione e costruzione di treni, tram, rotabili ferroviari, impianti di segnalamento e sicurezza, oggi non più esistente perché confluita in Bombardier; ha inoltre realizzato equipaggiamenti elettrici di filobus. L'azienda, pur mantenendo la sede operativa e lo stabilimento di Vado Ligure, dopo una serie di trasformazioni societarie, ha dato vita alla Bombardier Transportation Italy con sede sociale a Roma.

## Storia
Il Tecnomasio Italiano venne fondato nel 1867 a Milano da Luigi Longoni, Alessandro Duroni e Carlo Dell'Acqua, con lo scopo di produrre motori elettrici e generatori di corrente. Nel 1903 il Tecnomasio Italiano venne acquisito dall'azienda svizzera Brown Boveri e fondendo le due ragioni sociali prese il nome di Tecnomasio Italiano Brown Boveri (TIBB) ampliando ulteriormente la produzione anche nel settore ferroviario e tranviario.
Nel 1905 a Vado Ligure nello stabilimento costruito espressamente dalla Società Italiana Westinghouse venne avviata la produzione dell'innovativa locomotiva elettrica trifase E.550 (soprannominata mulo dei Giovi), che dimostrò la sua capacità di trainare pesanti convogli a velocità costante sulla linea ferroviaria del passo dei Giovi, sulle alture di Genova. Lo stabilimento era la prima officina al mondo creata appositamente per la costruzione di locomotive elettriche e in essa operarono prestigiose figure di progettisti come Kálmán Kandó.
Nel 1919 l'impianto di Vado Ligure venne acquisito dal TIBB, che lo gestì per un breve periodo iniziale con la denominazione "Società delle Officine di Vado Ligure", proseguendo nelle prestigiose realizzazioni di vari tipi di locomotive altamente innovative, destinate principalmente alle Ferrovie dello Stato come le 16 locomotive trifasi E.330.
Nel 1926 il Tecnomasio Italiano-Brown Boveri fu uno dei soci della società SAE che elettrificò in corrente alternata trifase la linea ferroviaria del Brennero.
In quegli anni si stava sviluppando il sistema a corrente continua; il Tecnomasio produsse a Vado Ligure le 4 locomotive prototipo E.625, le capostipiti di tutte le locomotive da treno a corrente continua. L'attività non si limitava tuttavia alla costruzione di locomotive ma proseguiva con altri mezzi per trasporto urbano e linee come la Como-Cernobbio sul finire degli anni trenta.
Nel dopoguerra escono dagli stabilimenti ferroviari E.636, dal 1957 E.646 ed E.645. Vengono realizzate le apparecchiature e le modifiche delle Ale 840 bicorrenti per farle circolare sia sulle linee trifase che su quelle a corrente continua. Ed ancora, E.633, E.652 e forniture per le metropolitane di Roma e Milano.
Verso la fine del ventesimo secolo sono avvenute diverse variazioni societarie che hanno portato nel 1988 alla fusione fra Asea e Brown Boveri con la nascita di ABB Tecnomasio, denominazione mutata il 1º gennaio 1990 in ABB Trazione, segnando la temporanea scomparsa di un nome illustre dell'industria nazionale, e ripristinata il 1º luglio 1993 con la fusione con le società EB Fatme e Scarfini, nel 1996 alla trasformazione in ABB-Daimler Benz Transportation-ADtranz Italy, nel 1999 in Daimler-Chrysler Rail Systems (Italia) S.p.A. e nel maggio 2001 alla confluenza nel gruppo Bombardier e alla nascita di Bombardier Transportation Italy.

## Le realizzazioni più importanti

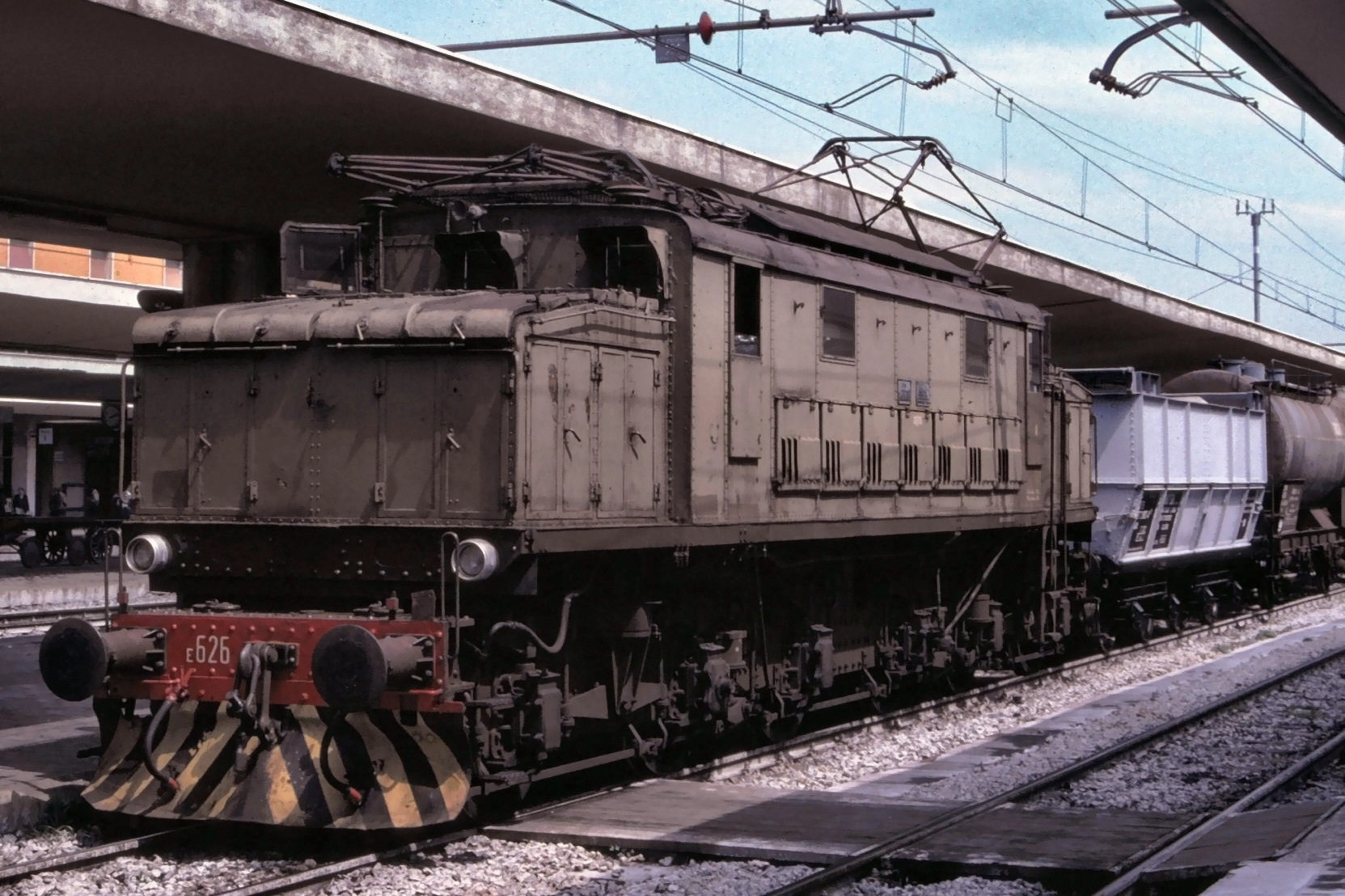
La locomotiva FS E.626.106 (serie E.626) a Pisa.

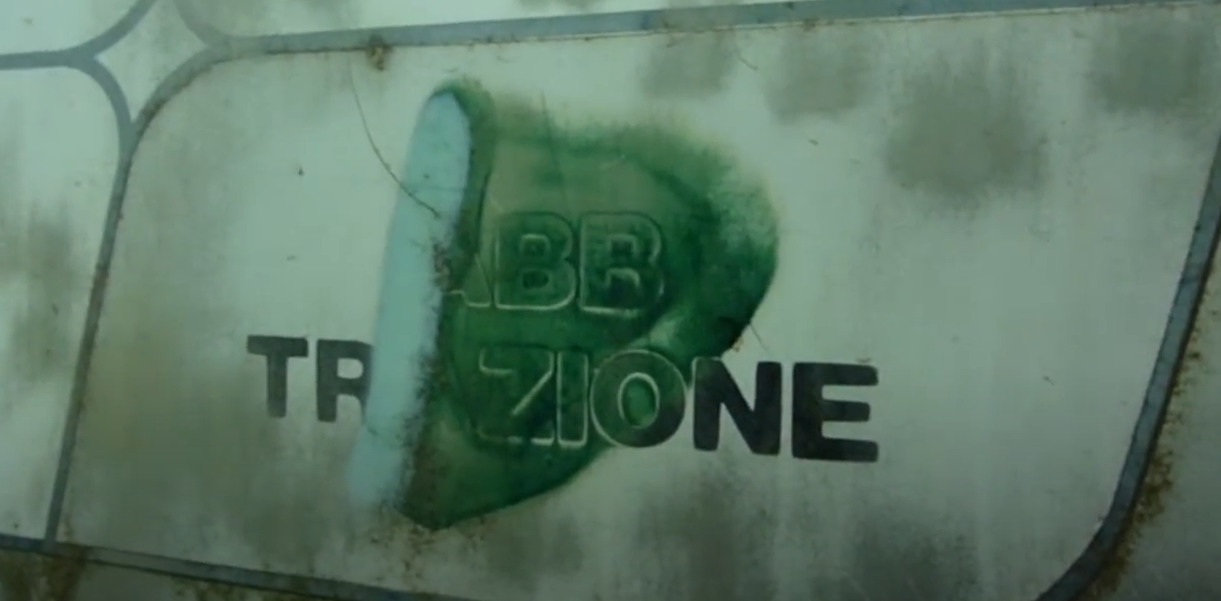
Logo originale, mal ridotto, della ABB Trazione, applicato sulla locomotova E.404.000 (serie E.404.000-004).

Fra le più importanti realizzazioni sono da ricordare le locomotive trifasi:
- Locomotiva FS E.550;
- Locomotiva FS E.330;

e le locomotive a corrente continua:
- Locomotiva FS E.444;
- Locomotiva FS E.424;
- Locomotiva FS E.626;
- Locomotiva FS E.412;
- Locomotore Diesel-elettrico Arst.

## I rotabili realizzati a scartamento ridotto
Fra le realizzazioni più importanti, la TIBB realizzò anche delle automotrici a scartamento ridotto, fra cui le automotrici M4 De 151-154, originalmente destinate all'allora Ferrovie Calabro Lucane, e delle automotrici destinate alla Ferrovia Circumetnea, suddivise in due serie, rispettivamente ADe 01-03 e ADe 11-20.